# Mohammad Naderi (ur. 1996)
Mohammad Naderi (ur. 5 października 1996 w Tebrizie) – irański piłkarz grający na pozycji lewego obrońcy. W sezonie 2021/2022 występuje w klubie Altay SK.

## Kariera klubowa

### Teraktor Sazi Tebriz
Naderi przeniósł się do Teraktor Sazi Tebriz 1 lipca 2016 roku. Zadebiutował on dla tego klubu 30 września 2016 roku w meczu z Foolad Yasuj (wyg. 2:0). Łącznie w barwach Teraktor Sazi Tebriz Irańczyk wystąpił 36 razy, nie zdobywając żadnej bramki.

### FC Nassaji Mazandaran
23 stycznia 2017 roku Naderi został wypożyczony do FC Nassaji Mazandaran. Debiut dla tego zespołu zaliczył on 31 stycznia 2017 roku w meczu z Gol Gohar Sirjan FC (2:2). Pierwszą bramkę zawodnik ten zdobył 24 kwietnia 2017 roku starciu z Rah Ahan Teheran (wyg. 4:1). Ostatecznie dla FC Nassaji Mazandaran Irańczyk rozegrał 8 meczów, strzelając jednego gola.

### KV Kortrijk
Naderi przeszedł do KV Kortrijk 3 lipca 2018 roku jako wolny zawodnik. W barwach tego klubu nie rozegrał on żadnego spotkania.

### Persepolis FC
Naderiego wypożyczono do Persepolis FC 6 stycznia 2019 roku. Debiut dla tego zespołu zaliczył on miesiąc później w wygranym 2:0 spotkaniu przeciwko Shahr Khodro FC. Łącznie dla Persepolis FC Irańczyk rozegrał 44 mecze, nie strzelając żadnego gola.

### Esteghlal Teheran
Naderi przeniósł się do Esteghlalu Teheran 23 października 2020 roku. Zadebiutował on dla tego klubu 25 listopada 2020 roku w wygranym 1:0 spotkaniu przeciwko Maszin Sazi Tebriz. Pierwszego gola piłkarz ten strzelił 17 marca 2021 roku w meczu z Maszin Sazi Tebriz (wyg. 0:2). Ostatecznie w barwach Esteghlalu Teheran Irańczyk wystąpił 32 razy, zdobywając 3 bramki.

### Altay SK
Naderi przeszedł do Altay SK 11 sierpnia 2021 roku. Debiut dla tego zespołu zaliczył 14 sierpnia 2021 roku w wygranym 3:0 spotkaniu przeciwko Kayserisporowi. Do 22 sierpnia 2021 dla Altay SK Irańczyk rozegrał 2 mecze, nie strzelając żadnego gola.

## Kariera reprezentacyjna
| Mecze i gole w reprezentacji | Mecze i gole w reprezentacji | Mecze i gole w reprezentacji | Mecze i gole w reprezentacji | Mecze i gole w reprezentacji | Mecze i gole w reprezentacji | Mecze i gole w reprezentacji | Mecze i gole w reprezentacji         |
| Iran                         | Iran                         | Iran                         | Iran                         | Iran                         | Iran                         | Iran                         | Iran                                 |
| Lp.                          | Data                         | Miejsce                      | Gospodarz                    | Gość                         | Wynik                        | Gol                          | Rozgrywki                            |
| ---------------------------- | ---------------------------- | ---------------------------- | ---------------------------- | ---------------------------- | ---------------------------- | ---------------------------- | ------------------------------------ |
| 1.                           | 14.11.2019                   | Bagdad                       | Irak                         | Iran                         | 2:1                          |                              | Mistrzostwa Świata 2022 – eliminacje |

## Sukcesy
Sukcesy w karierze klubowej:
- Iran Pro League – 2x, z Persepolis FC, sezony 2018/2019 i 2019/2020.
- ,  Puchar Iranu – 1x złoto, z Persepolis FC (2018/2019), 1x srebro, z Esteghlalem Teheran (2020/2021)
- Superpuchar Iranu – 1x, z Persepolis FC, sezon 2019/2020